# Tomas Hostrup-Larsen
Tomas Hostrup-Larsen (født 30. december 1962) er en dansk producer og medstifter af filmselskabet Cosmo Film.
Tomas Hostrup-Larsen er uddannet producer fra Den Danske Filmskole i 1991 og etablerede allerede året efter Cosmo Film sammen med den tidligere studiekammerat Rasmus Thorsen. Han har produceret en række spillefilm, dokumentarfilm og tv-serier.

## Filmografi
- Lærkevej - Til døden os skiller (2012)
- Bag om Lærkevej (2009)
- Vølvens forbandelse (2009)
- Musen (2009)
- Guldhornene (2007)
- Oskar & Josefine (2004)
- Midsommer (2003)
- Annas dag (2003)
- Angels of Brooklyn (2002)
- Ryd op (2002)
- To kvinder (2001)
- Grev Axel (2001)
- Omklædningsrummet (2001)
- 2. juledag (2000)
- Antenneforeningen (1999)
- En ægte Brian (1996)
- Den store kul tur (1995)

### TV-serier
- Valdes Jul - Skovens Vogter (2023)
- Tinka og Sjælens spejl (2021)
- Tinka og Kongespillet (2019)
- Tinkas juleeventyr (2017)
- Juleønsket (2015)
- Lærkevej (2009-2010)
- Anna Pihl (2005-2007)
- Jul i Valhal (2005)
- Jesus & Josefine (2003)
- Lex & Klatten (1997)